# Nice to Know You
Nice to Know You è un singolo del gruppo musicale statunitense Incubus, pubblicato nel 2002 ed estratto dall'album Morning View.

## Tracce
- Singolo USA

1. Nice to Know You
2. Glass (Live)
3. Just a Phase (Live)
4. Nice to Know You (Live)